# Катандинская степь
Катандинская степь — небольшой степной участок (размерами 5 на 6 километров) в Центральном Алтае, располагается на территории Усть-Коксинского района Республики Алтай между Теректинским хребтом на севере и рекой Катунь на юге. Высота над уровнем моря около 900 м. Здесь находится населённый пункт Катанда.